# Xysticus arenicola
Xysticus arenicola là một loài nhện trong họ Thomisidae.
Loài này thuộc chi Xysticus. Xysticus arenicola được Eugène Simon miêu tả năm 1875.